# 斯基梅 (明尼蘇達州)
斯基梅（英語：Skime）是位於美國明尼蘇達州羅索縣賴恩鎮區的一個非建制地區。

## 地理
斯基梅所處的海拔為高於海平面363米（即1191英呎），而該地所採用的時區為UTC-6，即北美中部時區（CST）。同時該地設有夏令時間，為UTC-6調快一小時，即UTC-5（CDT）。